# Carlos Chandía
Carlos Luis Chandía Alarcon (født 14. november 1964 i Bustamente, Chile) er en chilensk fodbolddommer. Han dømte Confederations Cup i 2005 og var dommer under VM 2006. Han skal dømte også i Copa América 2007. 